# Cristianisme a Líbia

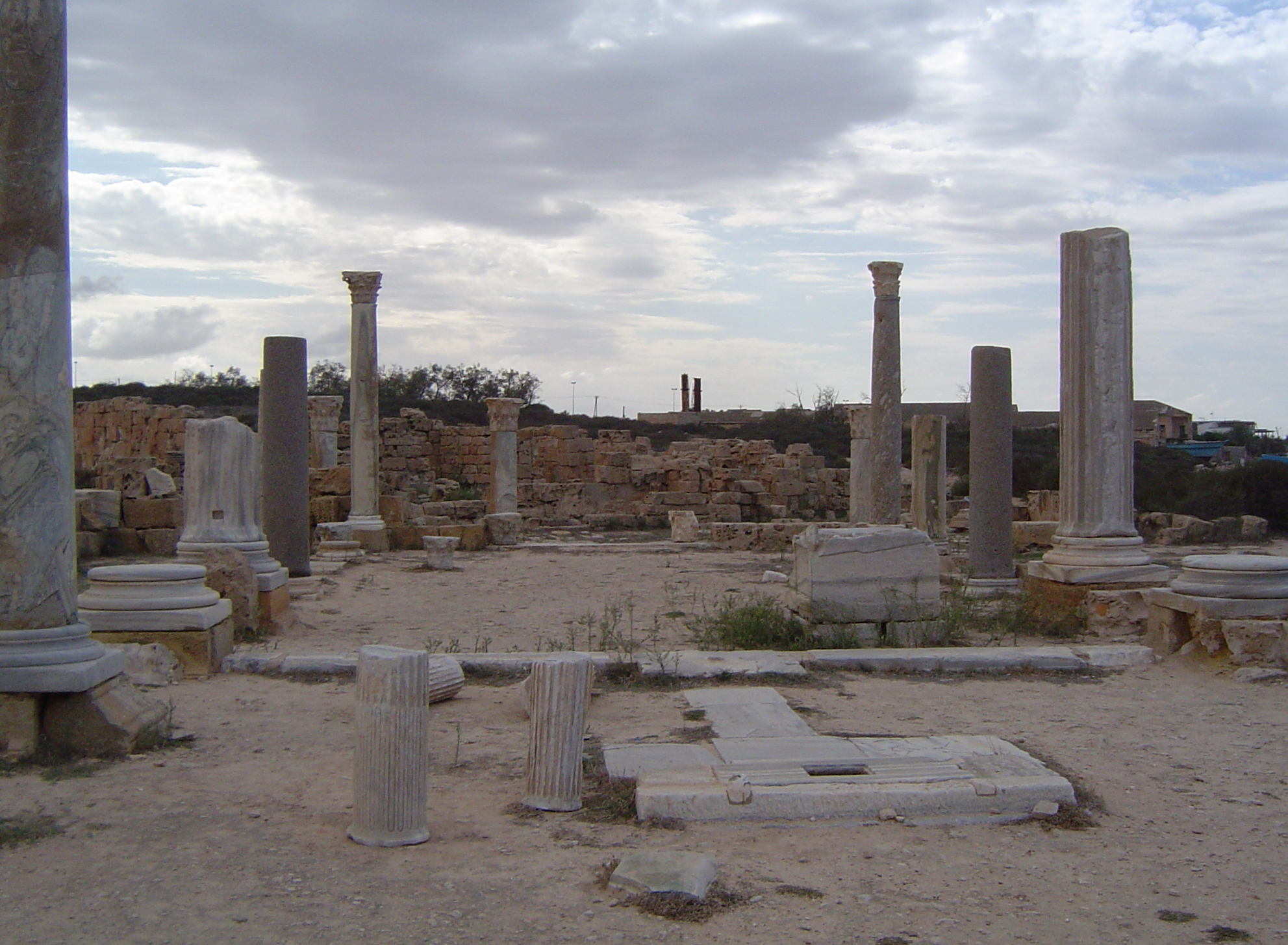
Ruines de la Basílica de Justinià a Sabratha.

El cristianisme és una religió minoritària de Líbia. Des del temps dels romans sempre ha estat present tant a la Tripolitana com a la Cirenaica.

## Descripció
El grup cristià més gran dins Líbia és l'Església Ortodoxa Copta, amb uns 60.000 fidels. L'església copta és present a Líbia des de molt abans que els àrabs hi arribessin des d'Egipte. Tanmateix, els catòlics romans també són una xifra important, amb 50.000 membres. Les comunitats ortodoxes, deixant a banda els coptes, inclouen ortodoxos russos, ortodoxos servis i ortodoxos grecs. També hi ha una congregació anglicana a Trípoli, principalment de treballadors immigrants africans, que pertany a la diòcesi egípcia anglicana. El bisbe anglicà de Líbia té la seu al Caire. Hi ha també un sacerdot a Sebha.
A Líbia les relacions entre els cristians i els musulmans són relativament pacífiques. Tanmateix, l'activitat religiosa cristiana pateix restriccions. Té prohibit fer proselitisme entre els musulmans i, si un no musulmà es vol casar amb una musulmana, abans s'haurà de convertir a l'islam.

## Grups cristians presents

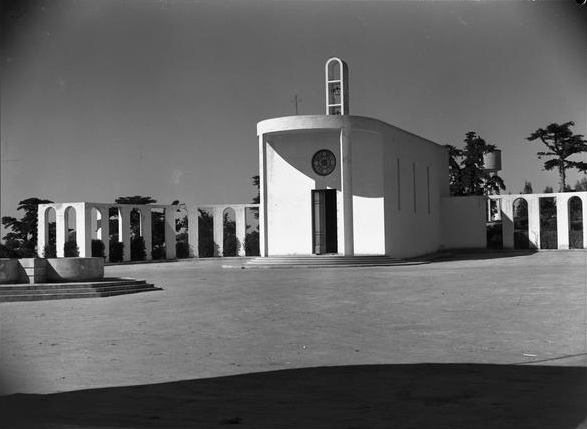
Església catòlica de Massah el 1940

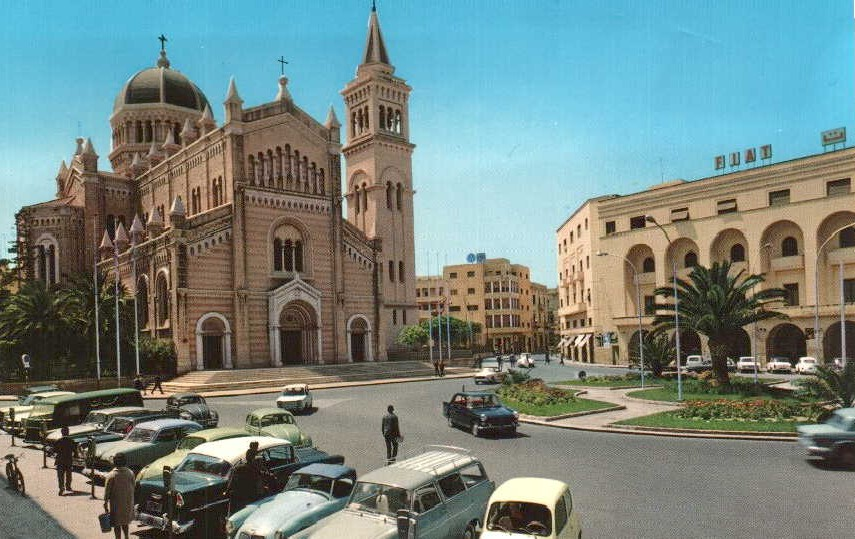
La Catedral de Trípoli a la dècada del 1960.

### Església ortodoxa copta
Actualment, hi ha 60.000 coptes a Líbia, amb arrels al nord d'Àfrica, principalment a Egipte.
Històricament parlant, el cristianisme es va estendre a la regió Cirenaica des d'Egipte. Sinesi de Cirene (370-414), bisbe de Ptolemais, va rebre la seva instrucció a Alexandria, tant a l'Escola Catequètica com al Museion, i va tenir un gran afecte vers la seva professora Hipàtia, una dels últims neoplatònics pagans. Sinesi esdevingué bisbe després del tracte amb Teòfil d'Alexandria, patriarca d'Alexandria, el 410. El Primer Concili de Nicea, del 325, va fer de Cirenaica una província eclesiàstica de la Seu d'Alexandria. El Papat d'Alexandria, fins avui, inclou la Pentàpolis com una àrea que està dins la seva jurisdicció.
Les congregacions coptes de diversos països es trobaven sota l'antiga Eparquia de la Pentàpolis occidental, que va formar part de l'església ortodoxa copta fins al segle xiii.
El 1971 el papa Shenouda III va reinstaurar el territori incorporant-hi diversos territoris. Aquesta va ser una de les moltes reestructuracions de diverses eparquies de Shenouda III, mentre alguns d'ells van ser incorporats a altres jurisdiccions, especialment els qui eren en regions recentment descobertes que formaven part de metròpolis que esdevenien extintes, o per dividir grans territoris a espais de més fàcil gestió. Això també formava part de la reestructuració global de l'Església.
El 2008 hi havia tres esglésies coptes ortodoxes a Líbia: una a Trípoli, una a Bengasi i una altra a Misrata.

### Església catòlica romana
Hi ha uns 50.000 catòlics romans, majoritàriament libis italians i maltesos.
L'església de Santa Maria dels Àngels, a la Ciutat Vella de Trípoli, va ser fundada el 1645 i, amb el permís del sultà de Constantinoble, l'església de la Immaculada Concepció de Bengasi es va fundar el 1858. Abans de la Segona Guerra Mundial el nombre de catòlics va augmentar a Líbia a causa del colonialisme italià. La catedral catòlica de Trípoli, de la dècada dels anys 1930, va ser convertida posteriorment en una mesquita.
Hi ha vicariats apostòlics a Bengasi, Derna i Trípoli i una prefectura apostòlica a Misrata. Hi ha dos bisbes, un a Trípoli, Giovanni Innocenzo Martinelli, que serveix la comunitat italiana a l'església de Sant Francesc de Dhahra; i un a Bengasi, Sylvester Carmel Magro, que serveix la comunitat maltesa a l'església de la Immaculada Concepció.
A Líbia hi ha quatre jurisdiccions territorials, tres administracions apostòliques i una prefectura apostòlica. Hi ha els vicariats de Bengasi, Derna i Trípoli i la prefectura de Misrata.

### Altres grups
Hi ha grups pentecostals a Líbia en llocs com Trípoli i Bengasi. Aquestes esglésies són principalment grups d'adoració que es reuneixen cada divendres, dirigits per pastors pentecostals. Els dos llocs de culte pentecostal coneguts són la Fellowship of Indian Prayer de Trípoli i la Global Faith Fellowship de Misrata.

## Violència anticristiana
Al febrer de 2014, a l'est de Benghazi, set cristians coptes van ser arrossegats fora de les seves cases de nit, disparats per l'exèrcit i assassinats.
El 12 de gener de 2015, vint-i-un cristians coptes van ser segrestats per forces de l'Estat Islàmic de l'Iraq i el Llevant (ISIL). El 15 de febrer de 2015, aquests 21 cristians van ser executats per l'ISIL, execució mostrada en un vídeo.
El 19 d'abril de 2015, l'ISIL va emetre un altre vídeo en el qual s'executaven 30 cristians etíops.
Malgrat aquesta oposició, un estudi de 2015 va estimar que uns 1.500 cristians són musulmans que s'han convertit al país.